# ارواح (ترانه)
«ارواح» (انگلیسی: Ghosts) ترانه‌ای از آلبوم خون روی زمین رقص: تاریخ در میکس که توسط مایکل جکسون خوانده شده است. این آهنگ در فیلم ارواح با بازی خود مایکل جکسون خوانده شده.
موزیک ویدئوی این ترانه بخش‌هایی از اجرا در فیلم ارواح است.